# Khuuriley
Khuuriley (ook: Khuurile) is een gehucht in het district Jariiban, regio Mudug, in Somalië.
 Khuuriley ligt in het deel van Somalië dat behoort tot de zelfverklaarde autonome 'staat' Puntland. 
Khuuriley bestaat uit ca. 13 huisjes/hutjes en ligt eenzaam in de Kurtumo-vlakte (Bannaanka Kurtumo), 38,3 km pal ten noorden van de districtshoofdstad Jariiban; 83 km van de kust van de Indische Oceaan en 727 km ten noordoosten van Mogadishu. Het is via een aantal onverharde paden verbonden met andere nederzettingen, die in dit gebied op forse afstand van elkaar liggen. De dun bevolkte vlaktes zijn vnl. het terrein van nomadische veehouders. Relatief dichtbij liggen Madlooyin, Budunbuto, en Lebi-Lamaane.
Klimaat: Khuuriley heeft een tropisch savanneklimaat met een gemiddelde jaartemperatuur van 25,6°C. De warmste maand is mei, met een gemiddelde temperatuur van 27,4°C; januari is het koelste, gemiddeld 22,8°C. De jaarlijkse regenval bedraagt 158 mm (ter vergelijking, in Nederland ca. 800 mm). Er zijn twee uitgesproken regenseizoenen, in april-mei en oktober-november. Mei is de natste maand met ca. 58 mm neerslag. Van december t/m maart valt er weinig neerslag, en in de vier maanden juni t/m september is het vrijwel geheel droog.